# Cyclops vinceus
Cyclops vinceus – gatunek widłonoga z rodziny Cyclopidae. Opisał go w 1875 roku ukraiński zoolog Wołodymyr Iwanowicz Szmankiewicz.